# Вилареш (Транкозу)
Вилареш (порт. Vilares) — населённый пункт и район в Португалии, входит в округ Гуарда. Является составной частью муниципалитета Транкозу. По старому административному делению входил в провинцию Бейра-Алта. Входит в экономико-статистический субрегион Бейра-Интериор-Норте, который входит в Центральный регион. Население составляет 258 человек на 2001 год. Занимает площадь 11,69 км².